# Afrobystra superbula
Afrobystra superbula là một loài tò vò trong họ Ichneumonidae.